# 宗教法人法
宗教法人法（しゅうきょうほうじんほう、昭和26年法律第126号）は、信教の自由を尊重する目的で、宗教団体に法人格を与えることに関する日本の法律である（第4条）。

## 主務官庁
- 文化庁宗務課

法人等による寄附の不当な勧誘の防止等に関する法律を所管する消費者庁消費者制度課と連携して執行にあたる。

## 構成
- 第一章 総則（第1条 - 第11条）
- 第二章 設立（第12条 - 第17条）
- 第三章 管理（第18条 - 第25条）
- 第四章 規則の変更（第26条 - 第31条）
- 第五章 合併（第32条 - 第42条）
- 第六章 解散（第43条 - 第51条）
- 第七章 登記
  - 第一節 宗教法人の登記（第52条 - 第65条）
  - 第二節 礼拝用建物及び敷地の登記（第66条 - 第70条）
- 第八章 宗教法人審議会（第71条 - 第77条）
- 第九章 補則（第78条 - 第87条）
- 第十章 罰則（第88条 - 第89条）
- 附則

## 概説

### 総則
目的
- 即ち、この法律により宗教団体は法人格を持つことが可能となる（法4条1項）。

- 憲法で保障された信教の自由のための法であり、宗教上の行為を行うことを制限するための法ではない。

宗教団体の定義
第二条 この法律において「宗教団体」とは、宗教の教義をひろめ、儀式行事を行い、及び信者を教化育成することを主たる目的とする下に掲げる団体をいう。
- 礼拝の施設を備える神社、寺院、教会、修道院その他これらに類する団体（単位宗教法人）
- 団体を包括する教派、宗派、教団、教会、修道会、司教区その他これらに類する団体（包括宗教法人）

所轄庁
- 「宗教法人」の所轄庁は原則として都道府県知事であるが、境内建物が複数の都道府県に至る場合は文部科学大臣となる（法5条）。

公益事業その他の事業

### 設立
- 宗教法人の設立には、目的、名称、所在地、包括宗教団体、代表役員ら代表機関、公益事業・その他の事業、他宗教団体との制約関係、解散の事由、財産の設定・管理、公告の方法等を記載した規則を作成し、所轄庁の認証を得ることを要する（法第12条）。
- 宗教法人は、1.宗教団体であるか、2.法律に適合しているか、3.法第12条に沿って手続きが行われているか、を審査され認証される。所轄庁は申請受理から3ヶ月以内に規則の認証の可否を決定しなければならない（法第14条第1項）。「認証不可」の場合、所轄庁は決定の前に申請団体に意見を述べる機会を与えなければならない（法第14条第2項）。また、所轄庁が文部科学大臣の場合には、「認証不可」の決定前に宗教法人審議会に諮問しなければならない（法第14条第3項）。所轄庁は法第12条規定の事項以外を、規則に記載することを求めてはならない（法第14条第5項）。
- 宗教法人は、その主たる事務所の所在地において設立の登記をすることによって成立する（法第15条）。

### 管理
- 宗教法人には、3人以上の責任役員を置き、そのうち1人を代表役員とする（法第18条）。
- 代表役員又は責任役員の職務を代行する者が必要な場合は、代務者を置く（法第20条）。
- 代表役員又は責任役員について、利益相反による除斥が必要な場合は、仮代表役員又は仮責任役員を置く（法第21条）。
- 代表役員、責任役員、代務者、仮代表役員又は仮責任役員の欠格事項は、1.未成年者、2.心身の故障によりその職務を行うに当たって必要となる認知、判断及び意思疎通を適切に行うことができない者、3.拘禁刑以上の刑に処せられ、その執行を終わるまで又は執行を受けることがなくなるまでの者が該当する（法第22条）。
- 宗教法人の財産処分を行う場合は、その行為の少なくとも1か月前に、信者その他の利害関係人に対し、内容の要旨を示して、公告しなければならない（法第23条）。
- 宗教法人の境内建物若しくは境内地である不動産又は財産目録に掲げる宝物について、公告に関する規定に違反した処分行為は、無効とする。但し、善意の相手方又は第三者に対しては、その無効を以って対抗できない（法第24条）。
- 役員名簿、財産目録等を作成し、法人の事務所備え置くことが義務付けられ（法第25条第1項、第2項）、信者等の利害関係人には原則閲覧させる必要があり（法第25条第3項）、かつ所轄庁への提出を要する（法第25条第4項）。

### 規則の変更
- 宗教法人は、規則を変更しようとするときは、規則内の規定に従って変更手続を行い、所轄庁の認証を受けなければならない（法第26条）。

### 合併
- 複数の宗教法人は、合併して1つの宗教法人となることができる（法第32条）。
- 合併しようとする宗教法人は、規定による合併手続をした後、所轄庁の認証を受けなければならない（法第33条）。

### 解散
- 宗教法人は、任意よる解散（法第43条第1項）のほか、以下の所定の解散事由が発生した場合に解散する（法第43条第2項）。

1. （宗教法人自身の定めた）規則による解散事由の発生。
2. 合併（存続法人側でない場合）。
3. 破産手続開始の決定。
4. 認証の取消しの規定（法第80条）の、認証要件を欠いていることが判明した場合に、認証書交付1年以内の所轄庁による取消し（法第80条第1項）。
5. 裁判所が、所定の事由がある場合に、所轄庁、利害関係人若しくは検察官の請求により又は職権での、解散命令の発令（法第81条第1項）。
6. 宗教団体を包括する宗教法人で、包括する宗教団体の欠乏。

（上記3.の「破産手続開始の決定」の場合について）
1. 宗教法人がその財産を以て、当該宗教法人の債務の完済を履行することが不可能となった場合には、裁判所は、代表役員・その代務者・債権者の申立て、または裁判所の職権に基き、破産手続開始の決定をする（法第48条）。
2. 解散した宗教法人は、清算の目的の範囲内において、その清算の結了に至るまでは、尚存続するものとみなされる（法第48条の2）。

### 登記
- 宗教法人の設立に際しては、所轄庁による規則の認証書の交付を受けた日から2週間以内に、主たる事務所の所在地で所定の事項を登記]する（法第52条）。
- 設立登記の記載事項に変更があった場合は、変更の登記を行い、遅滞なく、登記事項証明書を添えて、その旨を所轄庁に届け出ることを要する（法第53条）。
- 宗教法人が合併するときは、当該合併に関する認証書の交付を受けた日から2週間以内に、その主たる事務所の所在地において、合併後存続する宗教法人については変更の登記をし、合併により解散する宗教法人については解散の登記をし、合併により設立する宗教法人については設立の登記をしなければならない（法第56条）。
- 宗教法人が解散したときは、任意による場合には、当該解散に関する認証書の交付を受けた日から、解散事由が発生したことによる場合には、当該解散の事由が生じた日から2週間以内に、その主たる事務所の所在地において、解散の登記をしなければならない。（法第57条）。
- 宗教法人の所有する礼拝用の建物や敷地については、その用途に使用する旨を登記をすることができる（法第66条）。

### 宗教法人審議会
- 文部科学省に「宗教法人審議会」を設置し、文部科学大臣に対し意見することができる（法第71条）。
- 「宗教法人審議会」は10人以上20人以内の委員で組織し（法第72条第1項）、宗教家または、宗教に関して学識経験あるもので構成し、文部科学大臣が任命する（法第72条第2項）。
- 「宗教法人審議会」の委員の任期は2年とする（法第73条）。

### 補則
- 所轄庁は、公益事業以外の事業の収益が公益・宗教事業以外に使われていることが判明したときは、1年以内の期間で事業停止を命ずることができる（法第79条）。
- 所轄庁は、規則や新設合併の認証後1年以内に、当該団体が認証要件を欠いていることが判明したときは、認証を取り消すことができる（法第80条）。
- 裁判所が宗教法人に解散を命ずることができるのは、1.法令に違反し、著しく公共の福祉を害している、2.宗教団体の目的を著しく逸脱した行為をしている、または宗教団体の目的を1年以上行っていない、3.礼拝施設がない、4.代表者が1年以上いない、5.宗教法人の要件を満たさない等の事由に該当する場合であり、所轄庁・利害関係人・検察官の請求または裁判所の職権に基づいて行う（法第81条）。
- 礼拝用建物及び敷地について、その旨の登記がなされた後は、私法上の金銭債権のために差押さえることはできない（法第83条）。
- 本法のいかなる規定も、文部科学大臣、都道府県知事及び裁判所に対し、宗教団体における信仰、規律、慣習等宗教上の事項についていかなる形においても調停し、若しくは干渉する権限を与え、又は宗教上の役職員の任免その他の進退を勧告し、誘導し、若しくはこれに干渉する権限を与えるものと解釈してはならない（法第85条）。
- 本法のいかなる規定も、宗教団体が公共の福祉に反した場合に、他の法令の規定を妨げるものと解釈してはならない（法第86条）。

## 経過

### 宗教団体法
大日本帝国憲法においては「日本臣民ハ安寧秩序ヲ妨ケス及臣民タルノ義務ニ背カサル限ニ於テ信教ノ自由ヲ有ス」と定められていたが、その後長らく宗教団体に関する一般法は作られなかった。
その間、何度も法案が提出されたものの廃案になっていたが、戦時態勢の強化のなか、大日本帝国憲法発布から50年を経てついに1939年4月8日に宗教団体の法人化を認める「宗教団体法」が公布され、翌1940年4月1日から施行された。宗教団体の設立には「文部大臣又は地方長官の認可」が必要とされ、文部大臣は宗教団体に対し、監督、調査、認可の取り消しなどの権限を持つと定められていた。
文部省宗教局長は教会50以上、信徒数5000以上でなければ教団として認可しないことを表明した。

### 戦後
大東亜戦争（太平洋戦争・第二次世界大戦）後に、日本に進駐していたGHQは1945年10月4日、治安維持法などとともに「宗教団体法」の廃止を命じた。1945年12月15日にGHQは人権指令と神道指令を発布した。日本政府は同年12月28日、勅令（ポツダム命令）をもって宗教団体法を廃止し、それまでの認可制を認証制に変え、宗教法人の設立、規則変更、解散などを自由に行なえるようにした「宗教法人令」を即日施行した。
この「宗教法人令」は当初から平和条約の発効により廃止されるものとされており、それに代わるものとして1951年4月3日「宗教法人法」が公布され、即日施行された。

### 宗教法人の乱立
新宗教の法人化が相次いでいた1958年4月22日、「宗教法人審議会」は「宗教法人法における認証、認証の取り消し等の制度の改善方策に関する答申」と題する答申を出した。その内容は宗教団体の定義を明確にすること、宗教法人と認定する基準を設けること、公告制度、役員制度、財産処分等の手続きなどの改善、公益事業とその他の事業の明確化、宗教法人に対する調査および報告の取り扱いの明確化などであった。
しかし、この答申は当時の宗教界の反対により、「宗教法人法」に取り入れられることはなかった。その後、1958年の答申でも宗教法人に対する認証基準が不明確であることが指摘され、1966年には所轄庁となる各都道府県に対し、所轄の宗教法人に法の趣旨を普及徹底させ、規則を遵守させるよう指導すべきとの通達が出された。 1988年にも文化庁宗務課が宗教法人法に対する認証の際に充分な審査をすべきとの通達を出した。

### オウム真理教事件による改正
オウム真理教は1989年に宗教法人として認可されたものの、その後1995年に一連の凶悪事件が発覚し、テロリズム団体が宗教法人資格を得ていることが問題視された。一定の要件を満たしていれば、所轄庁は認証しなければならなかったことや、社会を暴力で混乱させる準備や行動をしている宗教法人をこれまでの方法では見つけ出せないことなどが問題となり、法改正を求める声が高まった。
一部の宗教団体は改正に反対したが、同法としては大きな改正がなされ、1996年（平成8年）9月に改正法が施行された。
宗教法人に解散命令が言い渡されたとしても、法人格を失うだけであり、権利能力なき社団（オウム真理教、その他後継団体等）あるいは新たに登記して一般社団法人として、宗教活動は続けることが可能であり、オウム真理教も後継団体が存在している。ただし、各種非課税措置を受けられなくなる。

## 事例

### 営利団体による、宗教法人の隠れ蓑利用の疑い
宗教法人は学校法人や社会福祉法人などその他公益法人と同様に税制上の優遇措置が与えられている。そのため休眠状態にある宗教法人格を買取って転売して利益を得る宗教ブローカーなどにより、宗教法人が営利目的や反社会勢力の隠れ蓑として使われているケースが存在した。なお、アメリカ合衆国やドイツでは、宗教活動に対する免税認定の際には、その団体が政治団体化、営利団体化しているかなどを審査している。

### 備え付け書類提出の義務化
1996年（平成8年）の法改正で、宗教法人に対し、役員名簿や財産目録などの法人備え付け書類の提出が義務付けられ、違反した場合には代表役員などに対し、過料が科せられるようになった。しかし、自治体によって提出率に差があり、未提出の宗教法人については、担当人員数の不足から活動実態の把握が難しく、形骸化しているのではないかとの指摘がある。

### 質問権の付与と行使
1996年の法改正で、文化庁は宗教法人審議会の意見を聞いた上で、宗教法人法違反が疑われる法人に対し報告を求め、責任者に質問する権限（「報告徴収・質問権」、いわゆる「質問権」）を付与された。
2022年10月17日、内閣総理大臣岸田文雄は世界平和統一家庭連合（旧統一教会）に対して質問権を行使するよう、第29代文部科学大臣永岡桂子に指示した。2023年7月末までに旧統一教会への質問は7度に及んだ。

### 解散
法令に違反し、著しく公共の福祉を害すると明らかに認められる行為、宗教団体の目的を著しく逸脱した行為が見られた場合、1年以上にわたり代表役員がいない場合などで、文化庁や検察官が解散命令を裁判所に請求することで解散となる。
文化庁は、財産目録が提出されず代表者からの連絡が取れない不活動宗教法人（休眠状態の宗教法人）の把握に努めるため、2023年3月31日付で各都道府県に基準を通知した。そのような努力により、2024年時点で4400余り確認しており、活動再開を促すほか解散などの整理を行っており、解散命令の請求は2023年では6法人を解散させ、任意で解散した法人は17となっている。文化庁は、このような休眠状態の法人は、法人格売買やマネーロンダリングの温床ともなるため問題視している。

#### 職権での解散命令の要件
2022年（令和4年）7月8日の安倍晋三暗殺事件に端を発し、世界平和統一家庭連合（家庭連合、旧世界基督教統一神霊協会）の霊感商法や信者に対する多額の献金要求が広く世間に知られ、当該団体の活動の在り方が問題とされた。その過程で、野党議員が解散命令請求について首相に問う、全国霊感商法対策弁護士連絡会が所轄省庁の担当相らに裁判所に職権で当該団体の解散命令を出すことを請求するよう申入れを行う等、当該団体の解散請求も政治問題として浮上してきた。

一方で、これまで解散命令が出た宗教法人がいずれも刑事事件で有罪となったことを挙げて、解散命令を出すには刑事事件違反でなければならず単なる民法違反では解散命令は出せないとの主張が、文化庁等の官庁側から出され、一部メディアでも喧伝される等、強い政治的抵抗が続いていた。この官庁側からの解散命令請求拒否の原因について、連絡会は、家庭連合と政治家との強いつながりを挙げている。それまでも家庭連合との関係が取沙汰されてきた萩生田光一、下村博文らは、自民党安倍派清和政策研究会に解散直前まで所属し、文部科学大臣を務めたこともある、有力な文教族の議員であった。このような中で、2022年10月18日、第101代内閣総理大臣岸田文雄もいったんは、判例で確立しているとして、単なる民法違反では解散命令請求を行えないとの見解を示した。
しかし、関係機関で業務に従事した者により書かれ、事実上、既往の官公庁側の法令解釈をほぼ反映するものとなっているはずの逐条解説書においても、「法令とは宗教法人法は勿論あらゆる法律、命令・条例を指す」と元々から書かれており、さらに、過去の衆院法務委員会で「宗教法人法ばかりに限ったことでなく、他の一般のいろいろな法規に違反する場合を指している」と、調査局長が答弁していたことまで明確に記載されていた。また、宗教法人オウム真理教解散命令事件の最高裁調査官解説においても、同逐条解説書（改訂版再版）を引用し、すべての法令を意味すると解するのが当然であるとの解釈が示されていた。
結局、翌日19日、岸田は立憲民主党の小西洋之の質問に答弁する形で、政府として考え方を整理した結果として、単なる民法違反でも解散命令請求を裁判所に行えると、答弁を変更した。
その後、2025年3月3日、最高裁第一小法廷は、「民法709条の不法行為を構成する行為は、宗教法人法81条1項1号にいう「法令に違反」する行為に当たる」との判断を示した。

#### オウム真理教（法人解散命令1件目）
1995年6月解散請求、10月東京地方裁判所判決、12月東京高等裁判所判決、96年1月最高裁判所から解散命令が出され、約7か月を要した。

#### 明覚寺（法人解散命令2件目）
1999年、宗教法人明覚寺による水子供養を謳う霊感商法による組織的犯罪が認定され、99年7月に最高幹部が和歌山地裁で実刑判決、12月に文化庁から和歌山地裁に解散命令が請求される。2002年1月、和歌山地裁が宗教法人明覚寺に対して解散命令を出した。約3年を要した。

#### 旧統一教会（世界平和統一家庭連合の法人解散命令3件目）
2023年10月13日解散請求が提出される。2025年3月25日に東京地方裁判所は解散命令の判決を出した。

#### 解散法人の財産の国庫への帰属
第50条3項では宗教法人の解散決定後に処分出来ない財産は国家に帰属（国有化）されると定められている。このケースが適用された事例は2019年まで存在しなかったが、2020年に7年近く土地と建物の引き取り手が見つからなかった島根県大田市にある浄土宗の寺院金皇寺に対して、初めて適用されることになった。